# Stazione di Hirano (JR West)
La stazione di Hirano (平野駅?, Hirano-eki) è una stazione ferroviaria situata nel quartiere di Hirano-ku a Osaka, sulla linea principale Kansai (linea Yamatoji), in Giappone.

## Linee

### Treni
- JR West
  - ■ Linea Yamatoji

## Caratteristiche
La stazione ha una banchina a isola e una laterale serventi due binari passanti
| 1   | ■ Linea Yamatoji | per Tennōji, Shin-Imamiya e Namba JR |
| 2-3 | ■ Linea Yamatoji | per Ōji, Nara e Takada               |

## Stazioni adiacenti
| «                                 | Servizio       | »              |
| Linea Yamatoji                    | Linea Yamatoji | Linea Yamatoji |
| --------------------------------- | -------------- | -------------- |
| Tōbu-shijō-mae                    | Locale         | Kami           |
| Tutti gli altri treni non fermano |                |                |